# Chele Dechasa
Chele Dechasa Beyene (13 juni 1984) is een Ethiopische atleet, die is gespecialiseerd in de lange afstand. Hij won de Great Ethiopian Run in 2008. In datzelfde jaar debuteerde hij ook op de marathon. Bij de marathon van Addis Ababa finishte hij als derde in 2:19.05. Hierna liep hij verschillende grote marathons en behaalde hierbij verschillende podiumplaatsen, zoals bij Dubai (2010), Amsterdam (2008, 2919) en de Rotterdam (2011).

## Persoonlijke records
| Onderdeel      | Prestatie | Datum            | Plaats         |
| -------------- | --------- | ---------------- | -------------- |
| 10 km          | 28.15     | 20 februari 2009 | Ras al-Khaimah |
| 15 km          | 42.36     | 20 februari 2009 | Ras al-Khaimah |
| 20 km          | 58.41     | 10 april 2011    | Rotterdam      |
| halve marathon | 1:00.19   | 20 februari 2009 | Ras al-Khaimah |
| 25 km          | 1:13.43   | 10 april 2011    | Rotterdam      |
| 30 km          | 1:28.45   | 10 april 2011    | Rotterdam      |
| marathon       | 2:06.33   | 22 januari 2010  | Dubai          |

## Palmares

### 10 km
- 2008:  Great Ethiopian Run - 28.55

### halve marathon
- 2009:  halve marathon van Egmond - 1:05.53

### marathon
- 2008:  marathon van Addis Ababa - 2:19.05
- 2008:  marathon van Amsterdam - 2:08.31
- 2010:  marathon van Dubai - 2:06.33
- 2010: 15e marathon van Boston - 2:14.57
- 2010:  marathon van Amsterdam - 2:07.23
- 2011:  marathon van Rotterdam - 2:08.47
- 2011: DNF WK in Daegu
- 2012: 17e marathon van Dubai - 2:09.22
- 2014:  marathon van Chuncheon - 2:11.26
- 2015: 7e marathon van Dubai - 2:08.11
- 2015:  marathon van Ottawa - 2:09.58,6
- 2015: 4e marathon van Amsterdam - 2:08.25
- 2016: 10e marathon van Dongying - 2:18.40
- 2017: 8e marathon van Daegu - 2:14.49
- 2018:  marathon van Rennes - 2:09.15
- 2019:  marathon van Rabat - 2:08.25